# Louis Delune
Louis Delune (* 15. März 1876 in Charleroi; † 5. Januar 1940 in Paris) war ein belgischer Komponist, Dirigent und Pianist.

## Leben
Louis Delune wurde am Brüsseler Konservatorium ausgebildet, dort gehörte Edgar Tinel zu seinen Lehrern. 1900 gewann Delune den ersten Preis der „Académie royale“ für sein Klavierkonzert. 1905 erhielt seine Kantate „La mort du roi Reynaud“ den belgischen Prix de Rome. Nach einem missglückten Versuch, eine sinfonische Konzertgesellschaft (Société symphonique des Nouveaux Concerts) für zeitgenössische Musik ins Leben zu rufen, verzog Delune 1906 nach Paris, besuchte aber häufig als Dirigent und Pianist seine Heimatstadt Charleroi und Brüssel, wo er als Klavierlehrer am Konservatorium unterrichtete. Während des Ersten Weltkrieges suchte er im Londoner Exil Schutz und nahm später die französische Nationalität an. 
Delunes Œuvre blieb recht unbekannt, obschon er Werke in den verschiedensten Gattungen hinterließ. So stammen aus seiner Feder zwei Opern, Klavier- und Cellokonzerte, mehrere Sinfonien, ein Ballett und Klavierstücke, Streichquartette und weitere Kammermusik.